# Coupe du monde de luge 2008-2009
Navigation
Édition précédente Édition suivante
La 32e édition de la Coupe du monde de luge se déroule entre le 29 novembre 2008 et le 21 février 2009.
Organisée par la Fédération internationale de luge de course, cette compétition débute fin novembre 2008 par des épreuves organisées à Igls en Autriche. La Coupe du monde est interrompue à la fin du mois de février par les Championnats du monde de luge 2009 organisés à Lake Placid (États-Unis). La saison est close en Canada par des épreuves disputées à Whistler.

## Classements généraux
| Rang | Nom                | Points |
| ---- | ------------------ | ------ |
| 1    | Armin Zöggeler     | 786    |
| 2    | David Möller       | 659    |
| 3    | Jan Eichhorn       | 506    |
| 4    | Felix Loch         | 480    |
| 5    | Andi Langenhan     | 453    |
| 6    | Daniel Pfister     | 447    |
| 7    | Albert Demtschenko | 409    |
| 8    | Johannes Ludwig    | 373    |
| 9    | Viktor Kneib       | 351    |
| 10   | Martin Abentung    | 296    |

| Rang | Nom                  | Points |
| ---- | -------------------- | ------ |
| 1    | Tatjana Hüfner       | 885    |
| 2    | Natalie Geisenberger | 785    |
| 3    | Anke Wischnewski     | 592    |
| 4    | Nina Reithmayer      | 490    |
| 5    | Natalia Yakushenko   | 484    |
| 6    | Erin Hamlin          | 369    |
| 7    | Veronika Halder      | 354    |
| 8    | Alex Gough           | 317    |
| 9    | Ewelina Staszulonek  | 287    |
| 10   | Anna Orlova          | 276    |

| Rang | Nom                                              | Points |
| ---- | ------------------------------------------------ | ------ |
| 1    | Italie Christian Oberstolz Patrick Gruber        | 735    |
| 2    | Allemagne Patric Leitner Alexander Resch         | 629    |
| 3    | Autriche Andreas Linger Wolfgang Linger          | 590    |
| 4    | Allemagne Tobias Wendl Tobias Arlt               | 521    |
| 5    | Italie Gerhard Plankensteiner Oswald Haselrieder | 504    |
| 6    | Autriche Peter Penz Georg Fischler               | 448    |
| 7    | Autriche Markus Schiegl Tobias Schiegl           | 436    |
| 8    | États-Unis Mark Grimmette Brian Martin           | 371    |
| 9    | Lettonie Andris Sics Juris Sics                  | 342    |
| 10   | Russie Michail Kusmitsch Stanislav Mikheev       | 272    |

## Calendrier et podiums
| 1. Igls (29 novembre 2008 - 30 novembre 2008) |         |                                                  |                                         |                                        |
| Date                                          | Épreuve | Vainqueur                                        | Deuxième                                | Troisième                              |
| 29/11/2008                                    | Doubles | Italie Gerhard Plankensteiner Oswald Haselrieder | Autriche Andreas Linger Wolfgang Linger | Autriche Markus Schiegl Tobias Schiegl |
| 30/11/2008                                    | Femmes  | Tatjana Hüfner                                   | Natalie Geisenberger                    | Anke Wischnewski                       |
| 30/11/2008                                    | Hommes  | Andi Langenhan                                   | David Möller                            | Armin Zöggeler                         |

| 2. Sigulda (6 décembre 2008 - 7 décembre 2008) |         |                                           |                                         |                                    |
| Date                                           | Épreuve | Vainqueur                                 | Deuxième                                | Troisième                          |
| 6/12/2008                                      | Doubles | Italie Christian Oberstolz Patrick Gruber | Autriche Andreas Linger Wolfgang Linger | Autriche Peter Penz Georg Fischler |
| 6/12/2008                                      | Femmes  | Tatjana Hüfner                            | Natalia Yakushenko                      | Anke Wischnewski                   |
| 7/12/2008                                      | Hommes  | Albert Demtschenko                        | Armin Zöggeler                          | David Möller                       |

| 3. Winterberg (13 décembre 2008 - 14 décembre 2008) |         |                                           |                                        |                                          |
| Date                                                | Épreuve | Vainqueur                                 | Deuxième                               | Troisième                                |
| 13/12/2008                                          | Doubles | Italie Christian Oberstolz Patrick Gruber | Autriche Markus Schiegl Tobias Schiegl | Allemagne Patric Leitner Alexander Resch |
| 12/12/2008                                          | Femmes  | Natalie Geisenberger                      | Tatjana Hüfner                         | Anke Wischnewski                         |
| 13/12/2008                                          | Hommes  | Armin Zöggeler                            | David Möller                           | Johannes Ludwig                          |

| 4. Königssee (2 janvier 2009 - 4 janvier 2009) |         |                                          |                                    |                                         |
| Date                                           | Épreuve | Vainqueur                                | Deuxième                           | Troisième                               |
| 3/01/2009                                      | Doubles | Allemagne Patric Leitner Alexander Resch | Allemagne Tobias Wendl Tobias Arlt | Autriche Andreas Linger Wolfgang Linger |
| 3/01/2009                                      | Femmes  | Tatjana Hüfner                           | Natalie Geisenberger               | Anke Wischnewski                        |
| 4/01/2009                                      | Hommes  | Armin Zöggeler                           | David Möller                       | Felix Loch                              |

| 5. Cesana Pariol (9 janvier 2009 - 11 janvier 2009) |         |                                           |                                                  |                                 |
| Date                                                | Épreuve | Vainqueur                                 | Deuxième                                         | Troisième                       |
| 10/01/2009                                          | Doubles | Italie Christian Oberstolz Patrick Gruber | Italie Gerhard Plankensteiner Oswald Haselrieder | Lettonie Andris Sics Juris Sics |
| 10/01/2009                                          | Femmes  | Tatjana Hüfner                            | Natalie Geisenberger                             | Nina Reithmayer                 |
| 11/01/2009                                          | Hommes  | Armin Zöggeler                            | Felix Loch                                       | Daniel Pfister                  |

| 6. Oberhof (17 janvier 2009 - 18 janvier 2009) |         |                                    |                                          |                                             |
| Date                                           | Épreuve | Vainqueur                          | Deuxième                                 | Troisième                                   |
| 17/01/2009                                     | Doubles | Allemagne Tobias Wendl Tobias Arlt | Allemagne Patric Leitner Alexander Resch | Allemagne André Florschütz Torsten Wustlich |
| 18/01/2009                                     | Femmes  | Tatjana Hüfner                     | Natalie Geisenberger                     | Anke Wischnewski                            |
| 17/01/2009                                     | Hommes  | Jan Eichhorn                       | Felix Loch                               | David Möller                                |

| 7. Altenberg (24 janvier 2009 - 25 janvier 2009) |         |                                           |                                          |                                         |
| Date                                             | Épreuve | Vainqueur                                 | Deuxième                                 | Troisième                               |
| 24/01/2009                                       | Doubles | Italie Christian Oberstolz Patrick Gruber | Allemagne Patric Leitner Alexander Resch | Autriche Andreas Linger Wolfgang Linger |
| 24/01/2009                                       | Femmes  | Natalie Geisenberger                      | Tatjana Hüfner                           | Anke Wischnewski                        |
| 25/01/2009                                       | Hommes  | Armin Zöggeler                            | Felix Loch                               | David Möller                            |

| 8. Calgary (13 février 2009 - 14 février 2009) |         |                                           |                                    |                                                  |
| Date                                           | Épreuve | Vainqueur                                 | Deuxième                           | Troisième                                        |
| -/02/2009                                      | Doubles | Italie Christian Oberstolz Patrick Gruber | Autriche Peter Penz Georg Fischler | Italie Gerhard Plankensteiner Oswald Haselrieder |
| -/02/2009                                      | Femmes  | Tatjana Hüfner                            | Natalie Geisenberger               | Veronika Halder                                  |
| -/02/2009                                      | Hommes  | Armin Zöggeler                            | Felix Loch                         | Albert Demtschenko                               |

| 9. Whistler (20 février 2009 - 21 février 2009) |         |                                             |                                          |                                         |
| Date                                            | Épreuve | Vainqueur                                   | Deuxième                                 | Troisième                               |
| -/02/2009                                       | Doubles | Allemagne André Florschütz Torsten Wustlich | Allemagne Patric Leitner Alexander Resch | Autriche Andreas Linger Wolfgang Linger |
| -/02/2009                                       | Femmes  | Natalie Geisenberger                        | Tatjana Hüfner                           | Anke Wischnewski                        |
| -/02/2009                                       | Hommes  | David Möller                                | Armin Zöggeler                           | Felix Loch                              |